# Cory Juneau
Cory Juneau (San Diego, 20 giugno 1999) è uno skater statunitense, vincitore della medaglia di bronzo nel park ai Giochi olimpici estivi di Tokyo 2020.

## Biografia
Nel gennaio 2018 è stato originariamente sospeso per un periodo di sei mesi dopo che è risultato positivo alla sostanza vietata del tetraidrocannabinolo, il principale ingrediente attivo della cannabis, a seguito dell'esame di in un campione di urina raccolto in gara all'Oi Park Jam a Brava Beach, in Brasile. Si è sottoposto ad un percorso educativo anti-doping predisposto dall'USADA e il suo periodo di sospensione è stato ridotto a tre mesi. Ha quindi ripreso le competizioni il 28 aprile 2018.
Ha rappresentato gli Stati Uniti ai Giochi olimpici estivi di Tokyo 2020, dove ha vinto la medaglia di bronzo nel park, preceduto sul podio dall'australiano Keegan Palmer e dal brasiliano Pedro Barros.

## Palmarès
- Giochi olimpici estivi

Tokyo 2020: bronzo nel park;
- X Games

Minneapolis 2017: bronzo nel park;